# France Hočevar
France Hočevar, slovenski pravnik, komunist, partizan prvoborec in diplomat, * 16. marec 1913, Ljubljana, † 3. november 1992, Ljubljana.

## Življenje in delo
Na ljubljanski Pravni fakulteti je leta 1937 uspešno zagovarjal doktorsko disertacijo. Kot študent je deloval v klubih Triglav in Njiva ter v Društvu kmečkih fantov in deklet. Leta 1932 so ga sprejeli v Komunistično partijo Jugoslavije. Po napadu na Kraljevino Jugoslavijo je vstopil v NOB. Julija 1941 je postal sekretar okrožnega odbora Osvobodilne fronte (OO OF) Novo mesto in OO OF za Belo krajino. Spomladi 1942 so ga fašistične oblasti aretirale in internirale. Po kapitulaciji Kraljevine Italije pa je postal borec NOVJ in bil eden od organizatorjev prekomorskih brigad, med drugim tudi politični komisar bataljona 1. prekomorske brigade, prvi komandant partizanskega tabora v italijanski Gravinidi Puglia in hkrati komandant 3. prekomorske brigade. Leta 1944 so ga postavili za političnega komisarja  1. tankovske brigade, s katero je sodeloval v sklepnih bojih za osvoboditev Jugoslavije. Po osvoboditvi je bil med prvimi diplomatskimi predstavniki v tujini: svetnik vojne misije (1945–1946) in vodja jugoslovanskega predstavništva na Dunaju (1946–1947) ter gospodarske delegacije v Trstu (1947–1949), ambasador v Bukarešti (1957–1959) in Varšavi (1959–1963). Bil je javni tožilec Ljudske republike Slovenije, predsednik Vrhovnega sodišča LRS (1951–1957), zvezni javni tožilec SFRJ (1963–1967) in podpredsednik Izvršnega sveta Skupščine Socialistične republike Slovenije (1967–1972). Bil je tudi predsednik univerzitetnega sveta univerze v Ljubljani (1956–1957) in član republiških vodstev družbenopolitičnih organizacij. Objavil je več razprav s področja pravosodja in zunanje politike. Za svoje delo je prejel več državnih odlikovanj.

## Napredovanja
- rezervni podpolkovnik JLA (?)

## Odlikovanja
- red dela I. stopnje
- red bratstva in enotnosti I. stopnje (2x)
- red za hrabrost
- red zaslug za ljudstvo II. stopnje
- red partizanske zvezde III. stopnje
- partizanska spomenica 1941